# Фајум (гувернорат)
Фајум је један од 27 гувернората Египта. Заузима површину од 1.827 km². Према попису становништва из 2006. у гувернорату је живело 2.512.792 становника. Главни град је Фајум.

## Становништво
| 2006.     | 2012. (процена) |
| --------- | --------------- |
| 2.512.792 | 2.882.000       |